# Lac du mont Cotugno
Le lac du mont Cotugno est un lac de barrage italien dans la province de Potenza, en Basilicate. Il est presque entièrement situé dans le parc national du Pollino.